# Henryk (książę Sussexu)
Henryk, książę Sussexu, potocznie określany w mediach jako książę Harry (ang. Henry Charles Albert David, ur. 15 września 1984 w Londynie) – książę Zjednoczonego Królestwa Wielkiej Brytanii i Irlandii Północnej z dynastii Windsorów, książę z Walii (od 1984 do 2018), książę Sussexu (od 2018); syn Karola III, króla Wielkiej Brytanii i Diany, księżnej Walii, wnuk królowej Elżbiety II. Od września 2022 jest piątą osobą w linii sukcesji do brytyjskiego tronu.
Jest zaangażowany w działalność publiczną i charytatywną. Jego aktywności związane są głównie z przeciwdziałaniem zakażeniom wirusem HIV i ochroną zdrowia psychicznego, a także sportem i ochroną środowiska. Do marca 2020 reprezentował królową w oficjalnych wystąpieniach i patronował wybranym organizacjom. W 2014 założył Invictus Games, zawody sportowe dla weteranów wojennych. W 2011 zdobył północny biegun Ziemi, a w 2013 – biegun południowy.
W 2018 ożenił się z amerykańską aktorką, Meghan Markle. W dniu ślubu otrzymał od królowej tytuły księcia Sussexu, hrabiego Dumbarton i barona Kilkeel. Wraz z żoną ma dwoje dzieci: Archiego (ur. 2019) i Lilibet (ur. 2021), którzy zajmują kolejno szóste i siódme miejsce (stan na maj 2025) w linii sukcesji do brytyjskiego tronu.
31 marca 2020 zrezygnował z pełnienia oficjalnych funkcji w rodzinie królewskiej. 19 lutego 2021 utracił swoje patronaty i rangi wojskowe, zachowując jednak tytuły szlacheckie oraz miejsce w linii sukcesji. Zamieszkał w Montecito, na przedmieściach Santa Barbara w Kalifornii w Stanach Zjednoczonych.
9 kwietnia 2021 zmarł jego dziadek, książę Filip, a 8 września 2022 zmarła jego babka, królowa Elżbieta II i jego ojciec, Karol, został królem Wielkiej Brytanii.

## Rodzina i edukacja
13 lutego 1984 rzecznik rodziny królewskiej poinformował, że Diana, księżna Walii jest w drugiej ciąży z Karolem, księciem Walii z dynastii Windsorów. Książę Henryk urodził się 15 września 1984 o godz. 16:20 w St. Mary’s Hospital w Londynie. Ojciec dziecka obecny był przy porodzie. Henryk ma starszego brata, Wilhelma, księcia Walii. Poprzez drugie małżeństwo ojca jego macochą jest Kamila, która dała mu dwoje przybranego rodzeństwa: Thomasa i Laurę. Jego dziadkami byli: ze strony ojca Filip, książę Edynburga i jego żona, Elżbieta II, królowa Zjednoczonego Królestwa, panująca w latach 1952-2022; ze strony matki Edward Spencer i Frances Ruth Roche, brytyjscy arystokraci.
Został ochrzczony 21 grudnia 1984 w kaplicy św. Jerzego na zamku w Windsorze przez arcybiskupa Canterbury, Roberta Runciego. Jego rodzicami chrzestnymi byli: Andrzej Mountbatten-Windsor, książę Yorku, lady Sarah Chatto, lady Vestey, lady Bartholomew, Bryan Organ i Gerald Ward. Otrzymał tradycyjne imiona w rodzinie królewskiej: Henryk Karol Albert Dawid (ang. Henry Charles Albert David). Pierwsze imię nosiło wielu królów angielskich, m.in. Henryk VII i Henryk VIII, drugie otrzymał po ojcu, trzecie stało się tradycyjnym imieniem w brytyjskiej rodzinie królewskiej dzięki Albertowi, a czwarte nosił św. Dawid z Menevii, patron Walii.
31 sierpnia 1997 jego matka zginęła w wypadku samochodowym w Paryżu.
Jest ojcem chrzestnym dla kilku osób, takich jak:
- Frederick Pettifier (ur. 2001), syn Charlesa i Alexandry Pettifier[11];
- Thomas Pettifier (ur. 2001), syn Charlesa i Alexandry Pettifier;
- Jasper George Galloway Dyer (ur. 2012), syn Marka i Amandy Dyer;
- Florence van Cutsem (ur. 2014), córka Nicholasa i Alice van Cutsem[11];
- Zara Warren, córka Joe i Zoe Warren[12];
- Lena Elizabeth Tindall (ur. 2018), córka Michaela i Zary Tindall[13].

W dzieciństwie rozpoczął naukę jazdy konno pod okiem Marion Cox. Gdy miał cztery lata, pod nazwiskiem swojej instruktorki, wziął udział w lokalnych zawodach jeździeckich, na których zdobył pierwszą nagrodę. Następnie uczestniczył w kolejnych wyścigach w pobliżu Highgrove i Balmoral. Wbrew królewskiej tradycji, za sprawą matki uczył się w publicznej szkole, by mieć kontakt z rówieśnikami. Uczęszczał do przedszkola Jane Mynors, następnie do Wetherby School i Ludgrove School. Wiosną 1998 rozpoczął naukę w Eton College, którą ukończył 30 czerwca 2003. W czasie nauki brał aktywny udział w zajęciach sportowych, głównie w rugby, wykazywał też zainteresowanie narciarstwem i rozważał karierę instruktora tej dyscypliny. Po ukończeniu Eton miał roczną przerwę w nauce. Przez dziewięć tygodni pracował na farmie bydła „Tooloombilla” w Australii, następnie udał się do Lesotho, gdzie pracował w sierocińcu Mants’ase w Mohale Hork oraz pomagał m.in. budować i remontować szkoły, a na koniec pojechał na wakacje do Kapsztadu oraz podjął pracę na farmie polo El Remanso w Argentynie. W latach 2005–2006 uczęszczał do Royal Military Academy Sandhurst.

## Kariera militarna
8 maja 2005 rozpoczął naukę w Royal Military Academy Sandhurst, gdzie znany był jako kapitan Henry Wales, i dołączył do Alamein Company. 12 kwietnia 2006, ukończywszy szkolenie rekruckie, uzyskał stopień podporucznika Blues and Royals i został chorążym w Kawalerii Królewskiej.
W 2006 planowano, aby został rozmieszczony w Iraku (miał dowodzić 12-osobowym oddziałem w czołgach rozpoznawczych), jednak w maju 2007 zrezygnowano z tego pomysłu, głównie ze względu na bezpieczeństwo księcia. Latem 2007 odbył szkolenie w Suffield w Albercie razem z żołnierzami British Army i Kanadyjskich Sił Zbrojnych, które to było przygotowaniem do udziału księcia w wojnie w Afganistanie. W lutym 2008 brytyjski minister obrony potwierdził, że Henryk od 10 tygodni przebywa w Afganistanie jako przedni kontroler powietrzny w prowincji Helmand. Został tym samym pierwszym członkiem rodziny królewskiej, który brał czynny udział w działaniach wojennych od czasu, gdy jego stryj (książę Andrzej) był uczestnikiem walki o Falklandy. Tuż po ujawnieniu obecności Henryka w Afganistanie został ewakuowany ze strefy działań wojennych i wrócił do Wielkiej Brytanii. W maju 2008 otrzymał Medal Służby Operacyjnej w Afganistanie.
13 kwietnia 2008, po dwóch latach służby, nadano mu stopień porucznika. W październiku 2008 rozpoczął szkolenia dla pilotów helikopterów wojskowych, zostając uczniem Defence Helicopter Flying School w RAF Shawbury. 10 marca 2011 zdał egzamin na pilota helikoptera bojowego Apache, a 16 kwietnia 2011 otrzymał stopień kapitana Army Air Corps. 7 września 2012 rozpoczął służbę jako pilot w obozie Bastion w południowym Afganistanie. Zakończył misję w styczniu 2013. W oświadczeniu wydanym w styczniu 2013 po powrocie z misji w Afganistanie porównał zabijanie talibów do gry komputerowej, za co był krytykowany w mediach. Podobne reakcje wywołały jego wspomnienia zawarte w biografii Spare (2023), w której zabicie 25 talibów określił „zbiciem pionków z szachownicy”.
Po zakończeniu misji dołączył do londyńskiej Horse Guards Parade, w której czuwał nad planowaniem parad, uroczystości i wizyt państwowych. Był również zaangażowany w program Recovery Capability Ministerstwa Obrony. W kwietniu 2015 odbył miesięczną delegację do Australijskich Sił Obrony i pracował z oddziałem komandosów Specjalnych Sił Powietrznych w Sydney. Po powrocie do kraju został mianowany Rycerzem Krzyża Komandorskiego.
19 czerwca 2015 wystąpił z wojska. 14 maja 2018 został awansowany na stopień majora w wojskach lądowych i jego odpowiednik w innych rodzajach wojsk: Lieutenanta Commandera w marynarce wojennej i Squadron Leadera w lotnictwie.

## Członek rodziny królewskiej
Książę Henryk urodził się jako wnuk brytyjskiego monarchy w linii męskiej, w związku z czym uprawniony był do używania tytułu Jego Królewskiej Wysokości Księcia Zjednoczonego Królestwa. Od 1984 do 2018 nosił tytuł księcia z Walii, związany z tytułem jego ojca. W maju 2018 otrzymał od królowej tytuły księcia Sussexu, hrabiego Dumbarton i barona Kilkeel. W szkołach i wojsku występował jako Henry Wales.
Po urodzeniu został wpisany na trzecie miejsce linii sukcesji do brytyjskiego tronu, za ojcem i starszym bratem. Gdy miał półtora roku, zaliczył pierwsze królewskie wystąpienie, pojawiając się z matką i bratem na lotnisku w Aberdeen. Niedługo później wziął udział w swojej pierwszej oficjalnej podróży, w którą to rodzice zabrali go do Włoch.
W 2008 otrzymał własne biuro, które znajdowało się w Clarence House, ale już w następnym roku – decyzją królowej – utworzono wspólne biuro księcia Wilhelma i księcia Henryka. 17 lutego 2019 ogłoszono, że bracia zdecydowali o oficjalnym rozdzieleniu swoich biur, a 14 marca Henryk wraz z żoną otworzył własne biuro z siedzibą w Pałacu Buckingham, które zostało zamknięte 2 kwietnia 2020.
31 marca 2020 zrezygnował z pełnienia oficjalnych funkcji w rodzinie królewskiej i przeprowadził się do Stanów Zjednoczonych. Tytułowany jest nadal jako książę Sussexu, ale nie używa już predykatu Jego Królewskiej Wysokości.
8 września 2022 zmarła jego babka, a nowym królem został jego ojciec, Karol. Książę Henryk przesunął się na piąte miejsce w linii sukcesji, za starszym bratem i jego dziećmi.

### Oficjalne wizyty zagraniczne
Swoją pierwszą podróż zagraniczną odbył w maju 1985 do Wenecji razem z rodzicami i bratem. W październiku 1991 i marcu 1998 wizytował Kanadę. W listopadzie 1997 wraz z ojcem spotkał się z Nelsonem Mandelą w Johannesburgu; wyjazd do RPA był dla niego pierwszy publicznym wyjściem od czasu śmierci matki. Latem 2008 odbył pierwszą oficjalną podróż do Stanów Zjednoczonych, gdzie m.in. spotkał się z rannymi żołnierzami i rodzinami ofiar zamachu na World Trace Center oraz odwiedził cmentarze wojskowe. W czerwcu 2010 odbył z bratem Wilhelmem pierwszą wspólną wizytę zagraniczną, odwiedzając Lesotho i Botswanę, a następnie – już samodzielnie – także Angolę, gdzie przeszedł przez pole minowe, naśladując działania swojej matki z 1997.
W marcu 2012 odbył pierwszą oficjalną podróż zagraniczną w imieniu królowej Elżbiety II, reprezentując ją podczas dwutygodniowej wizyty na Karaibach dla uczczenia 60-lecia wstąpienia monarchini na tron. W 2013 odbył kilka podróży zagranicznych; w maju przebywał z siedmiodniową wizytą w Stanach Zjednoczonych, w sierpniu pojechał do Angoli, gdzie wędrował po polach minowych, ponownie naśladując działania swojej matki, a w październiku odbył pierwszą samodzielną wizytę do Australii. W maju 2014 przebywał w Estonii i Włoszech, w czerwcu odwiedził Brazylię i Chile, a w październiku Oman i Afganistan, gdzie wziął udział w uroczystościach z okazji Dnia Pamięci. W kwietniu i maju 2015 przeprowadził dyplomatyczne wizyty do Australii i Nowej Zelandii. W czerwcu przyjął Michelle Obamę na oficjalnym spotkaniu w Pałacu Kensington, a w październiku udał się z rewizytą do USA i był gościem pary prezydenckiej w Białym Domu. W listopadzie przebywał w Afryce, gdzie wypełniał liczne obowiązki, m.in. odwiedził Lesotho, Republikę Południowej Afryki. W marcu 2016 wizytował w Nepalu, w kwietniu uczestniczył w oficjalnej wizycie amerykańskiej pary prezydenckiej w Londynie, a w listopadzie wypełniał obowiązki w imieniu monarchy w czasie podróży po krajach Wspólnoty Narodów; podczas wizyty na Barbadosie poddał się testowi na obecność wirusa HIV. W czerwcu 2017 udał się do Singapuru i Australii, a w lipcu wziął udział w swojej pierwszej państwowej wizycie, w czasie której gościł w Londynie króla i królową Hiszpanii.
15 października 2018, po raz pierwszy jako książę Sussexu i po raz pierwszy w towarzystwie żony, wziął udział w oficjalnej wizycie do Tonga, Australii i Nowej Zelandii. Tego samego dnia, tuż po wylądowaniu w Sydney, para królewska ogłosiła, że spodziewają się narodzin swojego pierwszego dziecka, co znacznie zwiększyło zainteresowanie mediów ich podróżą. W lutym 2019 przebywał z żoną w Maroku, a we wrześniu 2019 wraz z małżonką i synem reprezentował królową Elżbietę II w czasie podróży po wybranych krajach Afryki.

### Działalność charytatywna

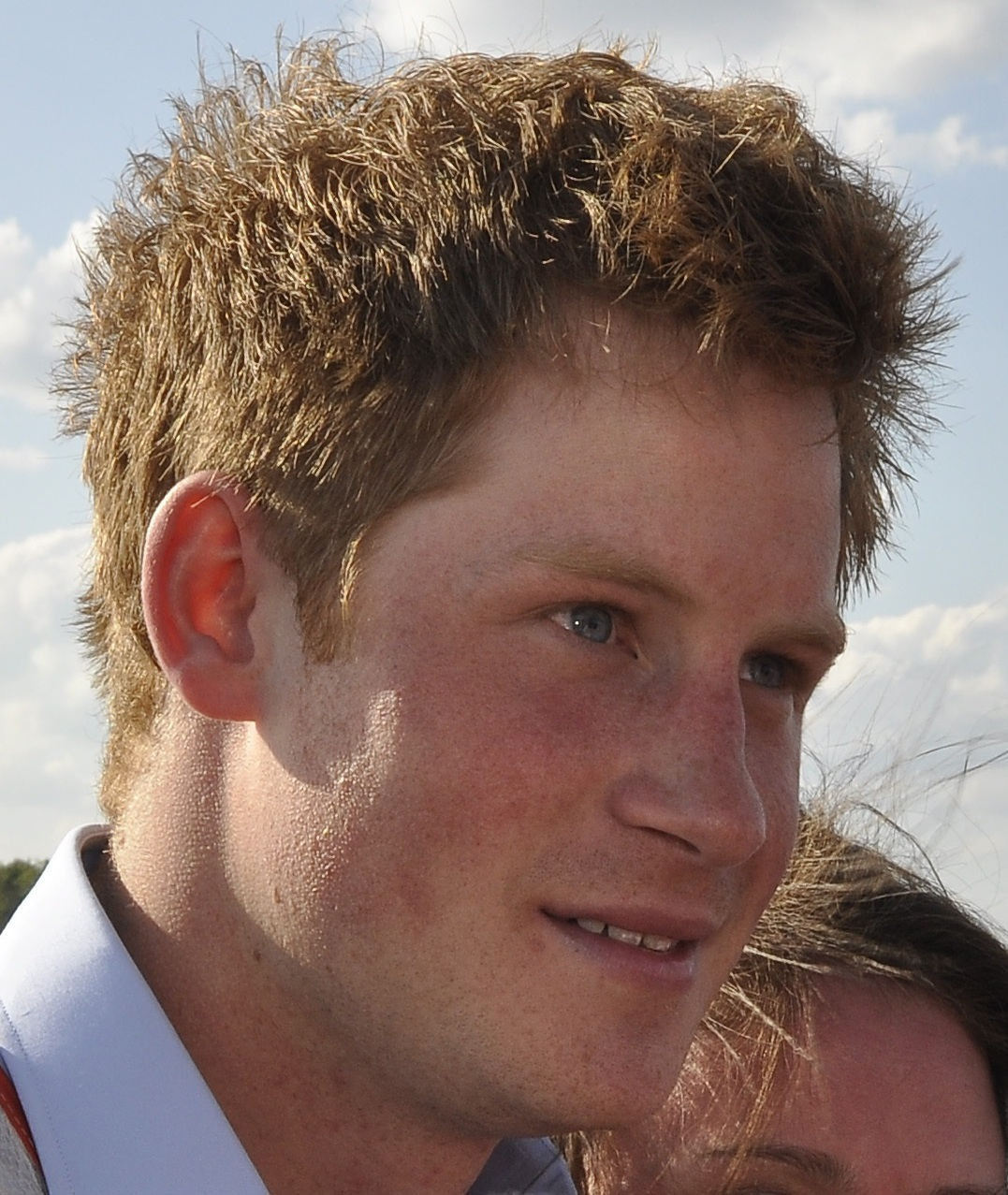
Henryk (2009)

Działalność dobroczynną rozpoczął już jako nastolatek, zainspirowany aktywnością społeczną swojej matki. Jeszcze przed ukończeniem 18. roku życia uczestniczył w spotkaniach z pacjentami i personelem szpitali onkologicznych oraz pracownikami organizacji charytatywnych, które wcześniej wspierała księżna Diana, a także udzielał się w programie sportowym dla młodocianych przestępców przy West Ham United. Pragnąć nagłośnić sytuację podopiecznych sierocińca Mants’ase w Mohale Hoek, gdzie udzielał się podczas rocznej przerwy w nauce, wziął udział w nagraniu filmu dokumentalnego dla telewizji ITN, którego emisja przyczyniła się do zebrania ok. 2 mln funtów na rzecz Czerwonego Krzyża Lesotho oraz zaangażowania afrykańskich farmerów w pomoc sierotom.
W 2006 we współpracy z księciem Seeiso z Lesotho założył organizację charytatywną Sentebale. Jej zadaniem jest wspomaganie zdrowia psychicznego i dobrobytu (poprzez m.in. organizowanie programów edukacyjnych, zdrowotnych i psychospołecznych) dzieci i młodzieży z Lesotho i Botswany, którzy są zakażeni wirusem HIV. W tym samym roku wraz z księciem Wilhelmem założył Książęce Forum Charytatywne.
W 2007 wraz z księciem Wilhelmem zorganizował na stadionie Wembley koncert charytatywny ku czci księżnej Diany w 10. rocznicę jej śmierci; zyski ze sprzedaży biletów na wydarzenie – ok. 1 mln funtów – zasiliły kilka organizacji dobroczynnych.
W 2008 zaczął promować organizację charytatywną Help for Heroes pomagającą rannym żołnierzom w powrocie do zdrowia. Z ramienia fundacji wraz z bratem Wilhelmem odwiedził potajemnie pacjentów szpitala Selly Oak w Birmingham, a 21 kwietnia 2008 razem otworzyli centrum rehabilitacyjne dla żołnierzy w Surrey.
We wrześniu 2009 wraz z bratem Wilhelmem założył The Royal Foundation, aby realizować swoje założenia w działalności charytatywnej, głównie w zakresie ochrony zdrowia psychicznego. W 2012 w ramach działań fundacji stworzyli Endeavour Fund, dzięki której chcieli mobilizować rannych żołnierzy wracających do zdrowia. W tym samym roku odebrał w Waszyngtonie nagrodę Rady Atlantyckiej za działalność na rzecz weteranów wojennych.
W 2014 wraz z ojcem i bratem założył konsorcjum United for Wildlife mające na celu zwalczanie nielegalnego handlu zwierzętami. W 2015 odbył staż w Rhino Conservation Botswana, organizacji zajmującej się tropieniem zagrożonych nosorożców w RPA i transporowaniem ich do Botswany. W następnym roku pracował przy projekcie 500 Elephants zajmującym się przenoszeniem zagrożonych słoni w Malawi.
W maju 2019 przekazał na cele dobroczynne odszkodowanie wypłacone przez agencję Splash News, którą pozwał za naruszenie prywatności poprzez sfotografowanie jego posiadłości w Oxfordshire.
W 2019 wystartował z projektem Travalyst, inicjatywą na rzecz zrównoważonej turystyki.
W czerwcu 2019 wraz z żoną wycofał się z działalności w fundacji The Royal Foundation, po czym założyli własną organizację – SussexRoyal. Działalność firmy zakończono w marcu 2020 wskutek wystąpienia pary książęcej z rodziny królewskiej, a także związanych z tym kontrowersji z dalszym używaniem przez nich słowa royal w swojej działalności.
W marcu 2020 premierę miała piosenka charytatywna „Unbroken”, którą nagrał razem z Jonem Bon Jovi.

### Działalność związana z ochroną zdrowia psychicznego
W maju 2016 razem z księciem i księżną Cambridge rozpoczął kampanię Head Together, mającą na celu walkę ze stygmatyzacją osób z chorobami psychicznymi.
W czerwcu 2017 udzielił wywiadu, w którym wyznał, że po śmierci matki przez 20 lat cierpiał z powodu napadów paniki.
W styczniu 2020 ogłosił powstanie mental fitness charter w czasie Rugby World Cup w 2021.

### Sport
Interesuje się wieloma sportami, a w szczególności rugby. Zasiadał na widowni podczas wielu wydarzeń sportowych. Od 2013 pełni funkcję przewodniczącego i patrona Rugby Football Union All Schools Programme. 16 stycznia 2021 wziął udział w losowaniu drabinki Rugby World Cup 2021 w Pałacu Buckingham.

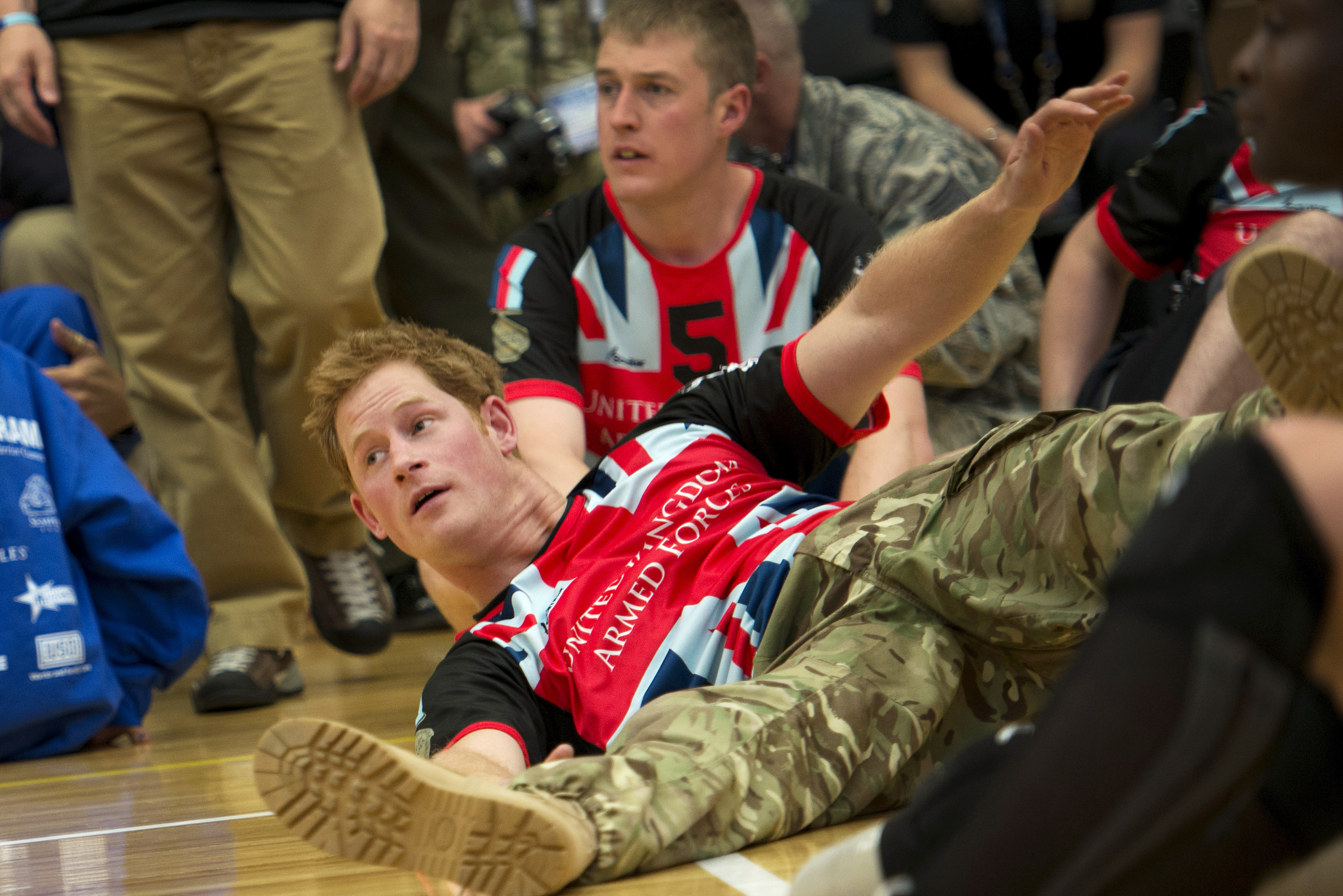
Henryk podczas meczu siatkówki z żołnierzami, którzy odnieśli rany podczas służby (2013)

Interesuje się także grą w polo i jazdą motocyklami. Brał udział w wyprawie motocyklowej Enduro Africa 2008, podczas której zbierał pieniądze na rzecz fundacji Sentebale.
W kwietniu 2011 zdobył północny biegun Ziemi. Udziałem w wyprawie promował zbiórkę pieniędzy na rzecz organizacji charytatywnej Walking with the Wounded. W grudniu 2013 zdobył biegun południowy.
W marcu 2012 rozegrał wyścig sprinterski z Usainem Boltem w czasie oficjalnej wizyty na Jamajce. W tym samym roku został oficjalnym ambasadorem reprezentacji Wielkiej Brytanii na Letnich Igrzyskach Olimpijskich i Letnich Igrzyskach Paraolimpijskich organizowanych w Londynie.
W 2014 stworzył Igrzyska Niezwyciężonych (ang. Invictus Games), zawody sportowe dla osób rannych w wyniku działań wojennych. Drugą edycję wydarzenia, rozegranego w maju 2016, współtworzył w Orlando z pierwszą damą USA Michelle Obama i drugą damą USA Jill Biden. We wrześniu 2017 zorganizował w Toronto trzecią edycję imprezy, a w czasie turnieju po raz pierwszy oficjalnie pojawił się publicznie ze swoją życiową partnerką, Meghan Markle.
W maju 2019 rozegrał mecz charytatywny podczas zawodów Handa Polo Cup zorganizowanych w Rzymie na rzecz Sentebale.

### Media
Od urodzenia znajdował się w centrum zainteresowania mediów brytyjskich i światowych. W 2002 z okazji swoich 18. urodzin udzielił wywiadu agencji prasowej Press Association, w którym wspominał matkę, tragicznie zmarłą w 1997 księżną Dianę. W 2007 wraz z bratem Wilhelmem udzielił wywiadu stacji telewizyjnej NBC. W lipcu 2017 premierę miały dwa filmy dokumentalne, w których książę Henryk wraz z bratem wspominają matkę: Diana, nasza matka: jej życie i spuścizna (ITV) i Diana – 7 dni (BBC).
W swoich wypowiedziach publicznych często odnosił się do tego, że dziennikarze mieli przyczynić się do śmierci jego matki, a taka sama sytuacja spotyka jego żonę, Meghan Markle. W oświadczeniu z listopada 2016, w którym potwierdził związek z Markle, zaapelował do mediów o zaprzestania nękania aktorki i jej rodziny. Poprzednie partnerki życiowe księcia, Chelsy Davy i Cressida Bonas, również zwracały uwagę na przytłaczające zainteresowanie mediów w czasie ich relacji z Henrykiem.

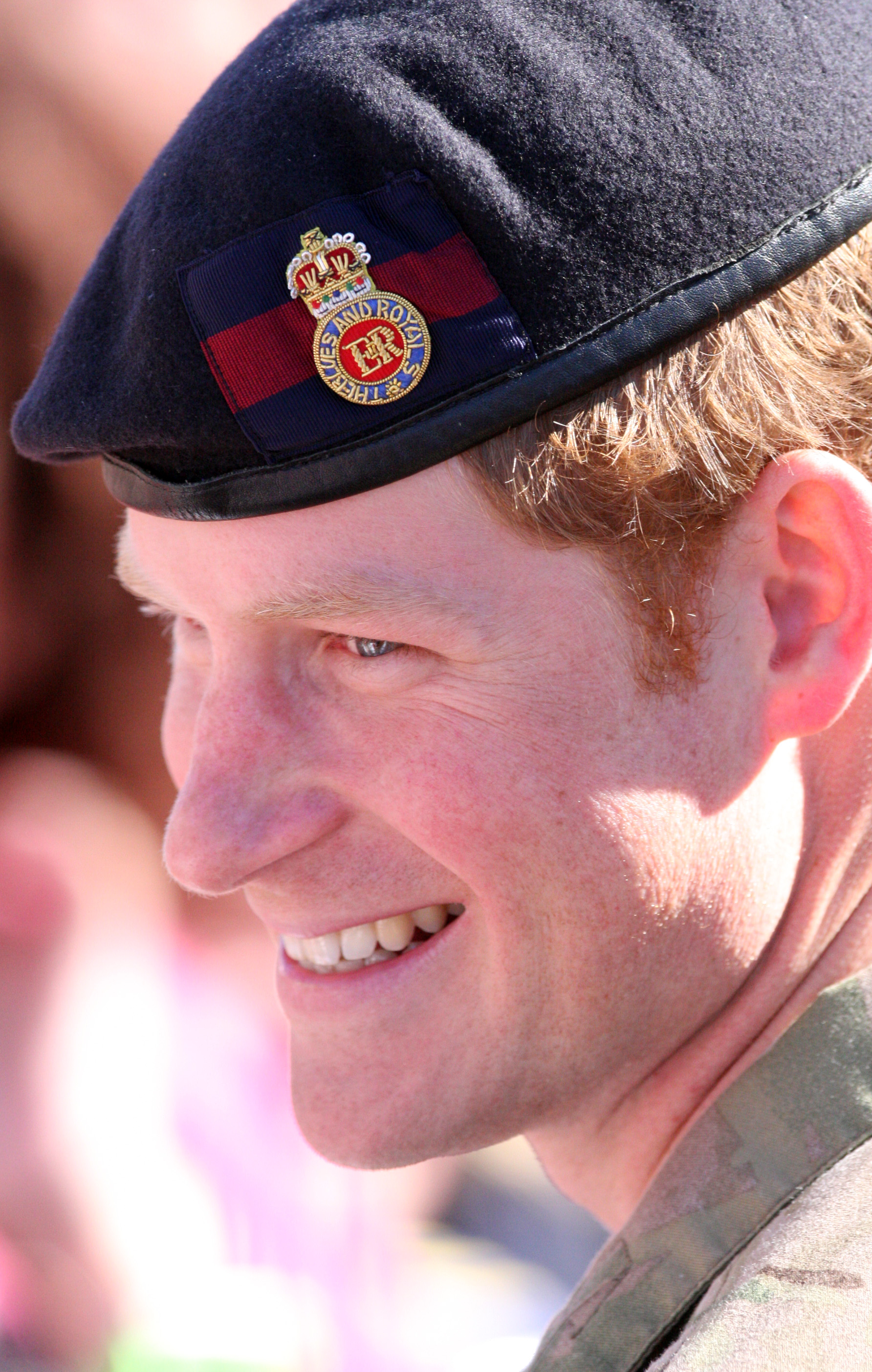
Henryk (2015)

W 2011 udzielił okładkowego wywiadu magazynowi „GQ” i wystąpił w filmie dokumentalnym BBC1 Arktyczni bohaterowie Harry’ego; w obu przypadkach opowiedział o swojej podróży na biegun północny Ziemi.
15 stycznia 2015 otwarte zostały oficjalne konta księcia Henryka, księcia i księżnej Cambridge na Twitterze i Instagramie. 2 kwietnia 2019 wraz z żoną założył własne konto na Instagramie pod nazwą SussexRoyal, zostało ono zamknięte w marcu 2020 po opuszczeniu przez nich rodziny królewskiej.
W grudniu 2017 w gościnnie poprowadzonej audycji Today w BBC Radio wyemitował swój wywiad z Barackiem Obamą oraz swoim ojcem Karolem.
W październiku 2019 opublikował list do dziennikarzy, w którym skrytykował działanie prasy względem jego żony oraz zapowiedział podjęcie kroków prawnych przeciwko wybranym tytułom. W tym samym miesiącu stacja ITV wyemitowała film dokumentalny Harry and Meghan: An African Journey o podróży księcia i księżnej Sussexu po Afryce. Odnieśli się w nim do sposobu, w jaki traktują ich media, jak też do konfliktu księcia Henryka z księciem Wilhelmem oraz trudności w odnalezieniu się Meghan w życiu w rodzinie królewskiej.
W związku z nadmiernym zainteresowaniem mediów książę i księżna podjęli decyzję m.in. o zatajeniu miejsca narodzin swojego syna oraz nazwisk jego rodziców chrzestnych. Informacja o tym, że rozpoczął się poród Meghan, została oficjalnie podana ponad dziewięć godzin po przyjściu dziecka na świat.
W styczniu 2020 para książęca oficjalnie ostrzegła brytyjskich reporterów po tym, jak sfotografowali księżną i jej dziecko w czasie prywatnego spaceru na Vancouver Island, a następnie opublikowali zdjęcia. 9 października 2020 sąd w Los Angeles zdecydował, że została naruszona prywatność Meghan i jej syna, mają zostać wystosowane przeprosiny wobec nich, wszystkie kopie zdjęć nakazał zniszczyć i zaprzestać ich rozprzestrzeniania.
W styczniu 2020 wraz z żoną uruchomił witrynę internetową SussexRoyal.com.

### Patronaty
Do lutego 2021 był patronem wielu organizacji. Po opuszczeniu rodziny królewskiej w marcu 2020 zachował patronaty, ale utracił je w lutym 2021.
Do najważniejszych organizacji, które wspierał książę, należą:
- African Parks – jest prezydentem;
- HALO Trust – patron od marca 2013; w działalność tej organizacji zaangażowana była jego matka[184];
- Rhino Coversation Botswana – patron od stycznia 2017[185];
- The Rugby Football League – patron;
- WellChild (angielska fundacja wspomagająca chore dzieci) – patron od 2007[186][187].

### Wystąpienie z rodziny królewskiej
W listopadzie 2019 z żoną i synem udali się na sześciotygodniowy urlop do Kanady. W styczniu 2020 wrócili do Wielkiej Brytanii bez dziecka (pozostało po opieką niani oraz Jessiki Mulroney, przyjaciółki Markle). 8 stycznia za pośrednictwem Instagrama para ogłosiła, że zamierza zaprzestać wykonywania oficjalnych obowiązków wynikających z bycia seniorskimi członkami brytyjskiej rodziny królewskiej. Wydarzenie, określone przed media jako Megxit (od połączenia imienia Meghan z wystąpieniem Wielkiej Brytanii z Unii Europejskiej niemalże w tym samym czasie – Brexit), było szeroko komentowane na całym świecie.
Pałac Buckingham wydał oświadczenie, w którym potwierdził, że para książęca nie konsultowała decyzji z członkami rodziny królewskiej. Henryk kontynuował rozmowy z Elżbietą II, które w prasie zyskały nazwę Sandringham Summit (pol. szczyt w Sandringham). 13 stycznia królowa potwierdziła, że po wspólnych dyskusjach popiera decyzję swojego wnuka, choć wolałaby, by nadal pozostał w rodzinie królewskiej. Zaznaczyła, że odejście książąt będzie związane z okresem przejściowym, w czasie którego Henryk i Meghan będą przebywać w Kanadzie. Dodała, że w tym czasie para książęca nie będzie korzystać z publicznych pieniędzy. 14 stycznia wydarzenia na dworze skomentował premier Wielkiej Brytanii Boris Johnson, natomiast premier Kanady Justin Trudeau oznajmił, że trwają rozmowy na temat tego, kto będzie opłacał koszty ochrony Windsorów w czasie ich pobytu w Kanadzie.
19 stycznia 2020 Pałac Buckingham opublikował kolejne postanowienia rodziny królewskiej wobec Henryka i Meghan; na ich mocy:
- para książęca całkowicie wycofa się z pełnienia oficjalnych obowiązków, w tym związanych z funkcjami wojskowymi;
- nie będą otrzymywać wypłat z publicznych pieniędzy;
- nadal będą współpracować z organizacjami, którym prywatnie patronują;
- nie będą używać predykatów Ich Królewskich Wysokości;
- zwrócą monarchii koszty remontu Frogmore Cottage, który pozostanie ich rezydencją na czas ich pobytu w Wielkiej Brytanii.

20 stycznia wygłosił przemówienie w czasie charytatywnego przyjęcia zorganizowanego na potrzeby jego fundacji Senatable, w którym to przyznał, że „nie było mu lekko podjąć tę decyzję”, ale „nie było innego wyjścia”. Następnego dnia wrócił do Kanady.

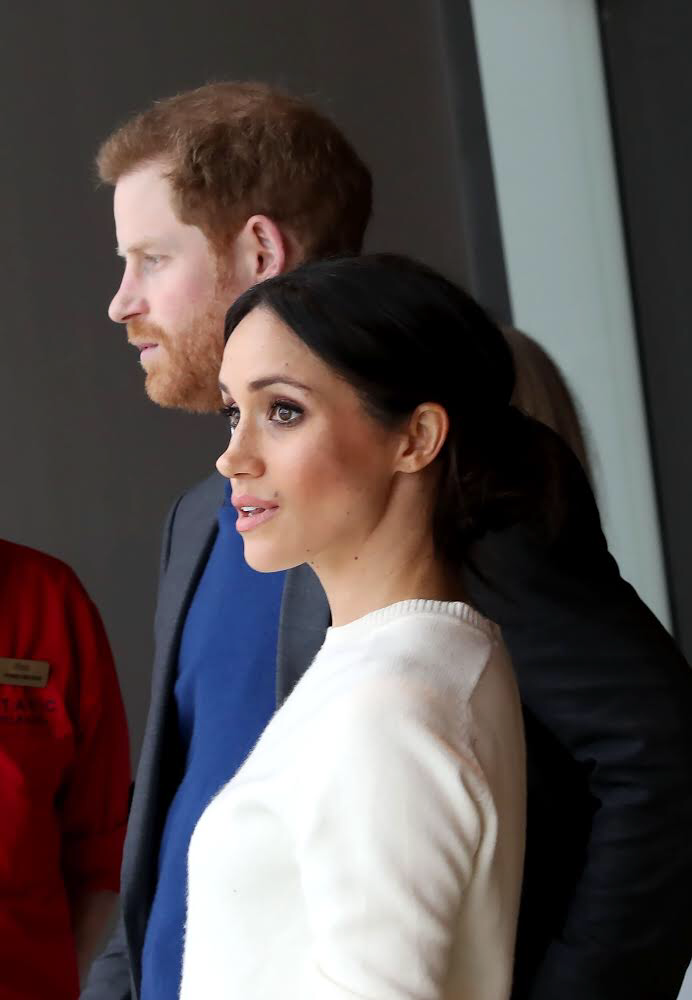
Harry i Meghan Markle (2018)

Wiele dyskusji wywołała kwestia „niezależności finansowej”, o której Henryk i Meghan pisali w oświadczeniu. Dotąd większą część ich wydatków pokrywały przychody z własności księcia Karola w księstwie Kornwalii. 27 lutego rząd kanadyjski oznajmił, że nie będzie pokrywał kosztów ich ochrony.
19 lutego ogłoszono, że Henryk i Meghan opuszczą rodzinę królewską 31 marca. 22 lutego podano, że para zrezygnuje z używania nazwy SussexRoyal w swoich dalszych działaniach publicznych. 26 lutego na konferencji w Edynburgu Henryk zwrócił się do uczestników zdaniem: Nazywajcie mnie Harry.
6 marca rozpoczął serię ostatnich wystąpień w imieniu monarchy. Wraz z żoną uczestniczyli w ceremonii rozdania nagród Endeavour Fund w Londynie, wzięli udział w Mountbatten Festival of Music w Royal Albert Hall (otrzymali owacje na stojąco), a 9 marca pojawili się w Opactwie Westminsterskim z okazji Commonwealth Day; było to ich ostatnie oficjalne wystąpienie w rodzinie królewskiej. Również w marcu z rodziną przeprowadził się z Kanady do Los Angeles. 29 marca prezydent USA Donald Trump poinformował za pośrednictwem Twittera, że amerykański rząd nie będzie finansował ochrony dla byłej pary książęcej. 30 marca Meghan i Henryk wydali oświadczenie za pośrednictwem Instagrama, w którym poinformowali, że sami zamierzają opłacać swoją ochronę.
We wrześniu 2020 zwrócili koszty renowacji Frogmore Cottage, które oszacowano na ok. 2,5 mln funtów i które pokryto z królewskiego funduszu Sovereign Grant.
19 lutego 2021 Elżbieta II wydała oświadczenie, w którym poinformowała, że książę i księżna Sussexu nie wrócą do wykonywania oficjalnych obowiązków; pozbawiła ich również patronatów oraz rang wojskowych. Para zachowała tytuły szlacheckie oraz miejsce dla księcia i jego dzieci w linii sukcesji. Kilka dni później Henryk wystąpił w programie The Late Late Show with James Corden, w którym podkreślił w rozmowie z prowadzącym, że nie „zrezygnował” z bycia w rodzinie królewskiej, ale „wycofał się”. Jako główną przyczynę swojej decyzji podał nagonkę brytyjskich mediów na niego i jego rodzinę, co doprowadziło do pogorszenia jego zdrowia psychicznego.

### Późniejsze związki z rodziną królewską
7 marca 2021 amerykańska stacja CBS wyemitowała wywiad z księciem Henrykiem i Meghan, przeprowadzony przez Oprah Winfrey. Para książęca skierowała w nim wiele zarzutów pod kątem rodziny królewskiej.
Pierwsza oficjalna podróż Henryka do Wielkiej Brytanii po przeprowadzce do Stanów Zjednoczonych miała miejsce w kwietniu 2021 z okazji pogrzebu jego dziadka księcia Filipa. Meghan, która była w zaawansowanej ciąży, zrezygnowała z wielogodzinnej podróży samolotem. W czasie ceremonii, ograniczonej do kilkudziesięciu osób z powodu pandemii COVID-19, książę Henryk szedł w orszaku żałobnym w rzędzie z innymi wnukami księcia, księciem Wilhelmem i Peterem Phillipsem. W czerwcu 2021 razem z bratem wziął udział w odsłonięciu pomnika swojej matki w Londynie.
W lutym 2022 pozwał Home Office za decyzję o tym, że nie może sam opłacić ochrony dla siebie i swojej rodziny w czasie ich pobytu w Wielkiej Brytanii, a ochrona finansowana przez państwo już mu nie przysługuje. W czasie rozpraw powiedział, że „nie czuje się bezpiecznie” w swoim kraju i zrezygnował z udziału w nabożeństwie dziękczynnym za życie księcia Filipa w marcu 2022.
W kwietniu 2022 w czasie prywatnej wizyty w Wielkiej Brytanii odwiedził babkę i ojca. W czerwcu 2022 wraz z rodziną przyleciał do Londynu, aby wziąć udział w obchodach jubileuszu 70 lat panowania królowej. Córka Henryka spotkała po raz pierwszy swoją prababkę i dziadka. Henryk i Meghan nie wystąpili na balkonie Pałacu Buckingham z rodziną królewską, a po wyjściu z nabożeństwa w katedrze Świętego Pawła zostali wygwizdani przez zgromadzonych tam poddanych. Para wróciła do Stanów Zjednoczonych przed zakończeniem obchodów.
We wrześniu 2022 wraz z żoną przebywał w Europie w związku z odbywającą się w Niemczech kolejną edycją Invictus Games. Jego zaplanowane aktywności zostały przerwane przez wiadomość o nagłym pogorszeniu stanu zdrowia królowej Elżbiety II. Henryk poleciał do przebywającej w Balmoral babki, ale dotarł tam godzinę po oficjalnym ogłoszeniu jej śmierci. Tego dnia ojciec Henryka automatycznie został królem Wielkiej Brytanii. 10 września wraz z żoną został zaproszony przez Wilhelma, nowo mianowanego księcia Walii, do wspólnego wystąpienia w Windsorze, w czasie którego rozmawiali z poddanymi i oglądali pozostawione przez nich pamiątki. Było to pierwsze wspólne publiczne wystąpienie braci od marca 2020. W swoim przemówieniu do narodu król Karol III odniósł się do młodszego syna: Chcę również wyrazić moją miłość dla Henryka i Meghan, kiedy kontynuują układanie swojego życia za granicą. Książę, ubrany w garnitur, wziął udział w pochodzie za trumną królowej, transportowaną z Pałacu Buckingham do Westminster Hall. 17 września, na prośbę ojca, uczestniczył w swoim militarnym uniformie w czuwaniu wnuków przy trumnie Elżbiety II. Było to pierwsze tego rodzaju czuwanie w historii rodziny królewskiej, a udział w nim wzięli także: książę Wilhelm, księżniczka Beatrycze, księżniczka Eugenia, lady Ludwika Mountbatten-Windsor, wicehrabia Severnu, Peter Phillips i Zara Tindall. 19 września, wraz z małżonką, brał udział w ceremonii pogrzebowej babki w Opactwie Westminsterskim, a następnie w prywatnej uroczystości pogrzebowej w kaplicy zamku Windsor.
Wstąpienie na tron Karola III spowodowało, że dzieci Henryka i Meghan nabyły prawo do posiadania tytułów Ich Królewskich Wysokości Książąt z Sussexu. Na początku marca 2023 poinformowano, że dzieci będą używać książęcych tytułów w oficjalnych sytuacjach.
W grudniu 2022 wyemitowany został sześcioodcinkowy serial dokumentalny Harry & Meghan, wyprodukowany przez Netflix. Para książęca opowiedziała w nim historię swojej znajomości oraz motywy swojej decyzji o opuszczeniu rodziny królewskiej, obwiniając o zaistniałą sytuację media i brak pomocy ze strony „Instytucji”.
W styczniu 2023 wydana została książka Spare, napisana przez księcia Henryka, w której bezpośrednio atakuje niektórych członków rodziny królewskiej.
W marcu 2023 zostali poproszeni przez króla Karola III o opuszczenie swojej dotychczasowej brytyjskiej rezydencji, Frogmore Cottage.
9 marca 2023 rzecznik Henryka i Meghan poinformował o chrzcie ich córki, Lilibet, jednocześnie nazywając ją księżniczką. Następnego dnia rodzina królewska potwierdziła, że dzieci Henryka będą od tej pory znane jako książę Archie i księżniczka Lilibet z Sussexu. Przyjęcie tytułów przez dzieci księcia spotkało się z mieszanym odbiorem wobec tego, że obecnie mieszkają w Stanach Zjednoczonych, a przy narodzinach syna w 2019 para książęca podkreślała chęć zachowania jego prywatności i odmówiła używania należących się mu wówczas tytułów.
W kwietniu 2023 Henryk, po wielu tygodniach spekulacji potwierdził, że weźmie udział w koronacji swojego ojca w Opactwie Westminsterskim, bez żony i dzieci. 6 maja uczestniczył w uroczystości i siedział w trzecim rzędzie – ze stryjem, księciem Andrzejem, kuzynkami Beatrycze i Eugenią oraz ich mężami, Edoardo i Jackiem. Bezpośrednio po zakończeniu ceremonii w opactwie udał się na lotnisko i wyleciał do Stanów Zjednoczonych, oficjalnie tłumacząc swoją decyzję urodzinami syna.
W czerwcu 2023 Henryk przyleciał do Anglii, żeby uczestniczyć w rozprawie sądowej, w której oskarżył grupę medialną MGN o użycie nielegalnych metod w celu pozyskania prywatnych informacji z jego życia.
7 września 2023 wziął udział w rozdaniu nagród Well Child w Londynie, a następnie udał się do Niemiec, gdzie odbywała się kolejna edycja Invictus Games.
5 lutego 2024 podano do publicznej wiadomości, że u króla Karola III zdiagnozowano nowotwór złośliwy. Następnego dnia książę Henryk, bez swojej rodziny, przyleciał do Londynu i spotkał się z ojcem w Clarence House. Po około 24-godzinnym pobycie w ojczyźnie i spędzeniu nocy w hotelu książę powrócił do Kalifornii.
14 marca 2024 uczestniczył drogą elektroniczną w rozdaniu nagród imienia księżnej Diany. Książę Henryk połączył się z uczestnikami po tym, jak budynek, w którym odbywało się wydarzenie, opuścił jego brat, książę Wilhelm.
22 marca 2024 Katarzyna, księżna Walii poinformowała za pośrednictwem nagrania, że u niej również rozpoznano nowotwór złośliwy. Książę i księżna Sussexu, którzy w ten sposób dowiedzieli się o chorobie bratowej, tego samego dnia wydali oświadczenie: Życzymy zdrowia i wyzdrowienia dla Kate i rodziny, i mamy nadzieję, że będą mieli możliwość przejść to prywatnie i w spokoju. Henryk i Meghan prywatnie skontaktowali się z Katarzyną i Wilhelmem.
W maju 2024 Henryk samotnie przyleciał do Londynu, aby wziąć udział w obchodach dziesięciu lat istnienia Invictus Games. Książę poinformował, że w czasie kilkudniowego pobytu nie spotka się ze swoim ojcem z powodu innych zobowiązań monarchy. Żaden z członków rodziny królewskiej nie uczestniczył w wydarzeniach związanych z rocznicą powstania igrzysk ani nie spotkał się z Henrykiem.

## Działalność po wystąpieniu z rodziny królewskiej
6 kwietnia 2020 wraz z żoną ogłosił powstanie fundacji Archewell, którą nazwali na cześć swojego syna. 21 października uruchomili oficjalną stronę internetową organizacji.
16 kwietnia 2020 wziął udział w wideokonferencji z przedstawicielami fundacji WellChild. W tym samym miesiącu, w trakcie kryzysu związanego z rozwojem pandemii COVID-19, razem z żoną rozdawali jedzenie potrzebującym mieszkańcom Los Angeles oraz przeznaczyli 90 tys. funtów zysku z transmisji ich ślubu dla organizacji charytatywnej Feeding Britain. Również w kwietniu 2020 wysłali listy do redakcji brytyjskich tabloidów: The Sun, The Mail, The Mirror i The Express, w których podkreślili, że nie będą więcej z nimi współpracować z powodu publikowania „zniekształconych, fałszywych i napastniczych tekstów”.
11 sierpnia 2020 premierę miała biograficzna książka pt. Poszukując wolności: Harry i Meghan i tworzenie nowoczesnej rodziny królewskiejPoszukując wolności: Meghan i Harry i tworzenie nowoczesnej rodziny królewskiej (ang. Finding Freedom: Harry and Meghan and the Making of a Modern Royal Family), wydawnictwo Hardcover, data wydania: 11 sierpnia 2020. Książę i księżna jeszcze przed premierą zaprzeczyli, jakoby brali udział w jej tworzeniu i odcięli się od jej treści.
23 września 2020 w swoim wystąpieniu w telewizji namawiał do głosowania w wyborach prezydenckich w Stanach Zjednoczonych, czym odstąpił od tradycji brytyjskiej rodziny królewskiej, która nie angażuje się w wydarzenia polityczne i nie bierze udziału w wyborach. W tym samym miesiącu wraz z żoną podpisał umowę z serwisem Netflix na realizację serii programów rodzinnych. W październiku wzięli udział w sesji zdjęciowej dla magazynu „Time”. W grudniu podpisali kontrakt z platformą Spotify na realizację podcastów z ich udziałem.
W lutym 2021 wystąpił w programie The Late Late Show with James Corden. 7 marca 2021 telewizja CBS wyemitowała dwugodzinny wywiad Oprah Winfrey, którego udzielił z Meghan. W rozmowie z dziennikarką odnieśli się m.in. do myśli samobójczych księżnej i odmowy udzielenia jej pomocy medycznej przez instytucję, a także poruszyli kwestię rasistowskich komentarzy na temat koloru skóry ich syna, relacji księżnej z członkami rodziny królewskiej, nagonki medialnej na ich rodzinę oraz do konfliktu księcia Henryka z innymi członkami rodziny królewskiej. W wywiadzie telewizyjnym w maju 2021 powiedział, że nadmierne spożywanie alkoholu i używanie narkotyków było jego sposobem na radzenie sobie ze śmiercią matki.
21 maja 2021 premierę miał serial The Me You Can’t See, traktujący o zdrowiu psychicznym, który książę Henryk prowadził razem z Oprah Winfrey i Lady Gagą. We wrześniu tego samego roku w czasie ceremonii rozdawania nagród Człowieka Roku GQ promował równy dostęp do szczepionek przeciw COVID-19 w różnych regionach świata. W sierpniu 2022 przebywał, jako Prezydent Afrykańskich Parków, z wizytą w Mozambiku i Rwandzie.
W grudniu 2022 platforma Netflix opublikowała sześcioodcinkowy dokument Harry & Meghan, w którym para książęca miała opowiedzieć własną historię, związaną z ich związkiem i życiem w rodzinie królewskiej. Seria osiągnęła rekordową oglądalność już pierwszego dnia, pokonując piąty sezon serialu The Crown. Publikacja spotkała się między innymi z komentarzem, że chcąca za wszelką cenę chronić swoją prywatność para publikuje w serialu wiele prywatnych zdjęć i komentuje sytuacje z ich życia rodzinnego oraz że ich wystąpienie z rodziny królewskiej miało na celu ochronę ich prywatności. 10 grudnia rzecznik pary wydał komentarz do sytuacji, twierdząc: Książę i księżna nigdy nie podawali prywatności jako powodu wycofania się. Ta zniekształcona narracja miała uwięzić parę w milczeniu. Zdecydowali się podzielić swoją historią, na swoich warunkach, a media tabloidowe już stworzyły całkowicie nieprawdziwą narrację, która przenika relacje prasowe i opinię publiczną. Podkreślono, że w czasie występowania z rodziny królewskiej Henryk i Meghan wyrazili chęć kontynuowania swoich obowiązków publicznych. Źródła magazynu Forbes podały, że kontrakt książąt z Netflixem na realizację serialu wart był około 100 mln dol.
W styczniu 2023 wydana została biograficzna książka księcia Henryka, zatytułowana Spare. Książę poruszył w niej wiele kontrowersyjnych wątków, związanych między innymi: ze sprawami rodzinnymi (zachowanie ojca, bójka z bratem), ze śmiercią matki i późniejszymi konsekwencjami tego wydarzenia w jego życiu, z używaniem narkotyków; odwołał się do sytuacji z noszeniem nazistowskiego munduru na imprezie w 2005, obwiniając o jego założenie brata i bratową, komentował, że nie zgadzali się z bratem na ślub ojca z Kamilą Parker-Bowles; opowiadał też intymne szczegóły ze swojego życia, agresywnie komentował swój udział w czasie wojny w Afganistanie.
29 czerwca 2023 został rezydentem Stanów Zjednoczonych.
W lutym 2024 udzielił wywiadu dla Good Morning America, w którym odniósł się m.in. do choroby swojego ojca. Razem z żoną założyli nową stronę internetową, sussex.com, mającą skupiać wszystkie ich działalności. W marcu z oficjalnej witryny rodziny królewskiej usunięto indywidualne biografie Henryka i Meghan.
W maju przybył bez swojej rodziny do Londynu, gdzie wziął udział w obchodach 10 lat istnienia Invictus Games, w tym w nabożeństwie dziękczynnym w katedrze św. Pawła. 
9 maja Meghan przyleciała z Los Angeles na lotnisko Heathrow, gdzie spotkała się z mężem i razem udali się do Nigerii. Para książęca została tam zaproszona przez ministra obrony narodowej, którego poznali w 2023 w czasie igrzysk weteranów. 10 maja brytyjski Wysoki Komisarz poinformował, że wizyta miała charakter prywatny, a książę i księżna nie reprezentowali rządu. W ciągu trzech dni Henryk i Meghan wzięli udział w publicznych wystąpieniach w Abudży i Lagos.
W sierpniu 2024 Henryk i Meghan wzięli udział w czterodniowej wizycie do Kolumbii na zaproszenie wiceprezydent kraju, Francii Márquez. Celem wyprawy była promocja ich działalności charytatywnej, a w szczególności bezpieczeństwa dzieci w internecie.

## Inne aktywności

### Nawiązania do Diany, księżnej Walii
31 sierpnia 1997 matka księcia, Diana, księżna Walii zmarła wskutek obrażeń odniesionych w wypadku samochodowym w Paryżu. 12-letni wówczas książę Henryk szedł za trumną matki razem z bratem, ojcem, dziadkiem i wujem. Książę wielokrotnie odnosił się do tych wydarzeń. W wywiadzie dla The Telegraph przyznał, że „wielokrotnie był bliski załamania nerwowego”, a jego życie było „totalnym chaosem”. W filmie dokumentalnym, który nagrał w czasie pobytu w Afryce jesienią 2019, wyznał, że każdy kontakt z mediami przypomina mu tamtą sytuację. Komentował również decyzję o tym, że we wrześniu 1997 podążał za trumną matki w uroczystościach, które transmitowane były w większości krajów na świecie. Przyznał, że „żadne dziecko nie powinno być o to poproszone”. W sierpniu 2017 dodał, że „patrząc na to wstecz, cieszy się, że wziął w tym udział”.
W swoich działaniach często nawiązuje do tego, czym zajmowała się jego matka. We wrześniu 2019 podczas wizyty w Angoli przeszedł przez pole minowe, naśladując jej czyn z 1997. Kontynuuje również prace swojej matki związane z zakażeniem wirusem HIV.
Pozostaje w bliskich kontaktach z siostrami księżnej Walii, które były gośćmi zarówno jego ceremonii zaślubin w 2018, jak i chrztu jego syna w 2019.
W maju 2024 przedstawiciele rodziny Spencerów jako jedyni krewni Henryka uczestniczyli w zorganizowanym przez niego nabożeństwie dziękczynnym z okazji dziesięciolecia Invictus Games w katedrze św. Pawła w Londynie. Wśród zaproszonych gości znaleźli się: jego wuj, Charles Spencer, 9. hrabia Spencer, ciotka lady Jane Fellowes oraz kuzyni: George McCorquodale, Edmund Spencer i Louis Spencer, wicehrabia Althorp.
W sierpniu 2024 Henryk przyleciał do Anglii, aby wziąć udział w pogrzebie swojego wuja, Roberta, barona Fellowes w kościele św. Marii w Snettisham w hrabstwie Norfolk. Była to pierwsza od koronacji króla Karola III okazja, gdy przebywał w tym samym miejscu co jego brat.

### Związki z rodziną Markle
Od czasu upublicznienia relacji księcia Henryka z Meghan Markle w październiku 2016 rodzina Markle stała się obiektem medialnego zainteresowania. Henryk wystąpił publicznie wspólnie ze swoją teściową, Dorią Ragland, ale nigdy nie poznał teścia, Thomasa Markle. Thomas Markle zrezygnował z udziału w królewskim weselu córki na kilka dni przed wydarzeniem, tłumacząc się pogorszeniem stanu zdrowia. Przyznał, że próbował sprzedać dziennikarzom zdjęcia ze ślubu, poza tym udzielał wywiadów, m.in. w programie Good Morning Britain, w którym skomentował życie prywatne księżnej. W lutym 2019 opublikował prywatny list, który przysłała mu córka. Meghan zdecydowała o pozwaniu gazety do sądu w listopadzie 2019. W styczniu 2020 Thomas Markle skrytykował zięcia i córkę za ich decyzję związaną z wystąpieniem z rodziny królewskiej.
Publiczne komentarze na temat księcia i księżnej Sussexu wyrażali również jej przyrodnia siostra, Samantha Grant i jej przyrodni brat, Thomas Markle Jr., z którymi Meghan nie utrzymuje kontaktu.
W opublikowanym w grudniu 2022 dokumencie Harry & Meghan księżna ujawniła, że pozostaje w dobrych relacjach z córką swojej siostry, Ashleigh Hale. Kobieta miała nie zostać zaproszona na ślub Meghan w 2018 z powodu zarządzenia pałacu. Hale nie utrzymuje kontaktów z własną matką, wychowana została przez rodziców ojca i dzięki Thomasowi Markle zbliżyła się do Meghan około 2007 roku.

## Życie prywatne
W maju 2003 zaczął spotykać się z Laurą Gerard Leigh. Od 2003 związany był z Chelsy Davy, prawniczką pochodzącą z Zimbabwe. 25 stycznia 2009 Davy za pośrednictwem Facebooka poinformowała o ich rozstaniu. W 2009 spotykał się z prezenterką telewizyjną Caroline Flack. W 2010 ponownie zszedł się z Chelsy Davy, jednak w 2011 ostatecznie się rozstali. Następnie związał się na krótki czas z Florence St George. W maju 2012 związał się z Cressidą Bonas, angielską arystokratką, córką Jeffreya Bonasa i lady Mary-Gaye Curzon. 29 kwietnia 2014 ogłoszono rozstanie pary.

### Zaręczyny i ślub
30 października 2016 dziennik „The Sunday Express” poinformował, że książę Henryk od lata spotyka się z Rachel Meghan Markle, amerykańską aktorką, rozwiedzioną z Trevorem Engelsonem. Para poznała się 1 lipca 2016 na randce w ciemno zaaranżowanej przez ich przyjaciół, wcześniej Harry zainteresował się Markle, widząc jej zdjęcie na Instagramie; aktorka wówczas mieszkała w Toronto, gdzie pracowała na planie serialu W garniturach. Po ujawnieniu ich relacji media skupiały się m.in. na mieszanym pochodzeniu Markle, a także śledziły aktorkę i jej bliskich oraz współpracowników. 8 listopada za pośrednictwem rzecznika rodziny królewskiej Harry wydał oświadczenie, w którym potwierdził relację z aktorką i nawołał do zaprzestania prześladowania Amerykanki i jej rodziny. 27 listopada oświadczenie wspierające parę wydał William, książę Cambridge.
Po raz pierwszy zostali sfotografowani w grudniu 2016 podczas wyjścia do londyńskiego teatru Gielgud; zdjęcie znalazło się na pierwszej stronie dziennika „The Sun”. 5 września 2017 opublikowano wywiad z Markle w „Vanity Fair”, w którym odniosła się do relacji z Henrykiem. 24 września Markle zasiadła na trybunach w czasie ceremonii otwarcia Invictus Games w Toronto, a następnego dnia rozgrywek po raz pierwszy wystąpiła publicznie u boku księcia.

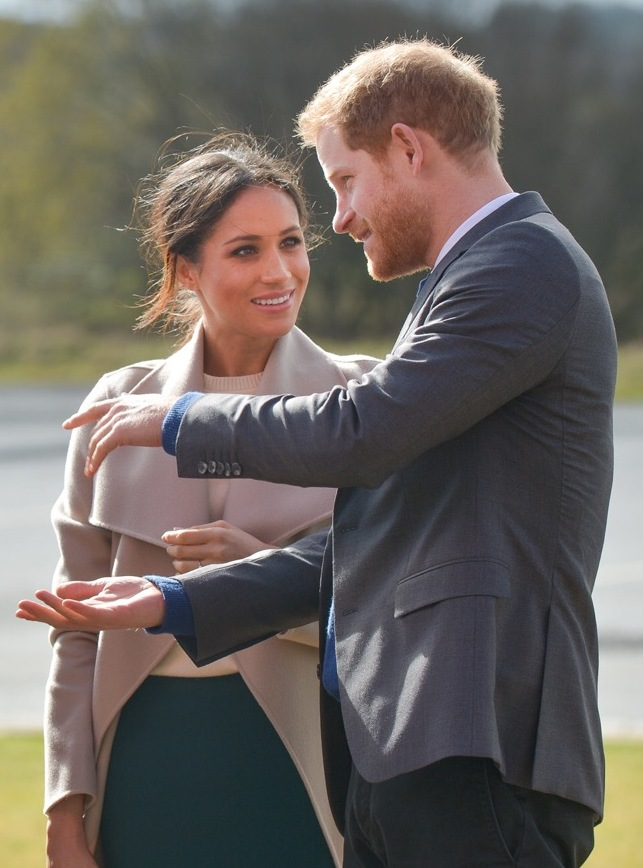
Henryk i Meghan Markle (2018)

4 listopada 2017 oświadczył się Markle. Informacja o zaręczynach została ogłoszona 27 listopada przez biuro prasowe księcia Walii, niedługo później wspólne oświadczenie w sprawie wydali również rodzice Markle. Po ogłoszeniu zaręczyn przyszli małżonkowie wzięli udział w sesji fotograficznej w ogrodzie Pałacu Kensington. Udzielili take wywiadu telewizyjnego, w którym ujawnili, że zaręczyli się w ich mieszkaniu w Londynie oraz że książę sam zaprojektował pierścionek zaręczynowy, wykorzystując w jego tworzeniu biżuterię z kolekcji księżnej Diany oraz z Botswany, szczególnego miejsca dla pary. 1 grudnia 2017 Markle po raz pierwszy towarzyszyła narzeczonemu w czasie wypełniania oficjalnych obowiązków, odwiedzając z nim Nottingham. Odbyli także wspólną podróż po Anglii, Irlandii, Szkocji i Walii, na której książę przedstawiał obywatelom swoją narzeczoną. 21 grudnia opublikowano zdjęcia z sesji zaręczynowej pary, które wykonał im Alexi Lubomirski.
12 maja 2018 opublikowano zgodę królowej na ślub księcia Henryka, którą monarchini wyraziła 14 marca na zebraniu Tajnej Rady Wielkiej Brytanii. Ostatnie dni przed królewskim ślubem zostały przyćmione przed medialne wystąpienia rodziny Markle. 14 maja Pałac Kensington oświadczył, że ojciec Markle nie poprowadzi jej do ołtarza, jak wcześniej zapowiadano, oraz że nie pojawi się na uroczystości, rodzina królewska ponadto poprosiła o uszanowanie prywatności przyszłej panny młodej. Markle wydała osobne oświadczenie w tej sprawie, potwierdzając nieobecność ojca na ślubie. W kolejnym komunikacie do mediów potwierdzono, że Markle do ołtarza odprowadzi książę Walii.
19 maja 2018 w Kaplicy Świętego Jerzego na Zamku Windsor para zawarła związek małżeński w kościele anglikańskim. Markle podczas przysięgi małżeńskiej pominęła obietnicę posłuszeństwa mężowi. W trakcie ceremonii, w której wzięli udział wszyscy członkowie rodziny królewskiej, biskup Michael Curry wygłosił kazanie, a lady Jane Fellowes (siostra księżnej Diany) przeczytała czytanie. Książę Cambridge pełnił funkcję świadka, a panna młoda nie miała oficjalnej druhny. Po ślubie para zaprezentowała pierwszy pocałunek na schodach kaplicy, a następnie odjechała powozem, pozdrawiając poddanych zgromadzonych w Windsorze. Od tego dnia ich oficjalne tytuły to książę i księżna Sussexu. Uroczystość transmitowana była na żywo przez telewizję BBC. W późniejszych godzinach odbyło się przyjęcie weselne na zamku w Windsorze, a po godz. 19:00 rozpoczęło się przyjęcie we Frogmore House. 21 maja opublikowano oficjalne zdjęcia ślubne autorstwa Alexiego Lubomirskiego.
Po ślubie para zamieszkała w Nottingham Cottage w Pałacu Kensington w Londynie. Następnie przeprowadziła się do Frogmore Cottage w Windsorze.

### Potomstwo
15 października 2018 biuro Pałacu Kensington ogłosiło pierwszą ciążę księżnej Sussexu. Przed porodem potomka przeprowadzili się do rezydencji Frogmore Cottage w Windsorze, która została z tego powodu gruntownie wyremontowana. 6 maja 2019 o godz. 5:26 w Portland Hospital w Londynie księżna Sussexu urodziła syna. O narodzinach chłopca książę Henryk poinformował osobiście za pośrednictwem telewizji. Syn, który po narodzinach zajął siódme miejsce w linii sukcesji brytyjskiego tronu, otrzymał imiona: Archie Harrison oraz podwójne nazwisko Mountbatten-Windsor, bez tytułów szlacheckich.
25 listopada 2020 w liście opublikowanym „The New York Times” Markle przyznała, że w lipcu poroniła swoją drugą ciążę.
14 lutego 2021 przedstawiciel pary ogłosił kolejną ciążę księżnej. Podczas wywiadu dla telewizji CBS w marcu 2021 para poinformowała opinię publiczną, że ich córka przyjdzie na świat latem. 6 czerwca rzecznik pary ogłosiła, że 4 czerwca księżna urodziła córkę, która otrzymała imiona Lilibet Diana na cześć królowej i babki ze strony ojca. Dziewczynka zajęła ósme miejsce w linii sukcesji brytyjskiego tronu.
8 września 2022, kiedy na brytyjski tron wstąpił król Karol III, dzieci Henryka nabyły tytuły Ich Królewskich Wysokości Książąt Zjednoczonego Królestwa z Sussexu, 9 marca 2023 oficjalna strona rodziny królewskiej została zaktualizowana i tym samym potwierdzono, że Archie i Lilibet będą używać książęcych tytułów.

## Kontrowersje
Prasa często relacjonowała jego imprezowy tryb życia. W 2001 został sfotografowany w czasie palenia kannabinoidów i spożywania alkoholu. W 2002, niedługo po opublikowaniu w brukowcach kilkustronicowego artykułu o jego rzekomych problemach narkotykowych, książę Karol zdecydował o wysłaniu syna na jeden dzień do centrum rehabilitacyjnego dla osób uzależnionych od narkotyków w Featherstone Lodge w południowym Londynie; uczestniczył tam w sesjach terapeutycznych dla osób ciężko uzależnionych od heroiny.
8 stycznia 2005 wystąpił w nazistowskim mundurze w czasie przyjęcia kostiumowego. Jego zdjęcia zostały opublikowane przez dziennik „The Sun”. Clarence House wydał oświadczenie, w którym Henryk przeprosił za „noszenie nazistowskiej swastyki”. W grudniu 2022 książę uznał to wydarzenie za największy błąd swojego życia.
Na początku 2009 w internecie został opublikowany filmik, na którym Harry zwraca się do swojego pakistańskiego przyjaciela zwrotem „Pakistaniec”, który to został uznany przez prasę jako rasistowski. Książę przeprosił za niefortunną wypowiedź i zaprzeczył, jakoby był rasistą, jednocześnie tłumaczył, iż nie zdawał sobie sprawy z obelżywości tego określenia.
W sierpniu 2012 serwis TMZ opublikował zdjęcia nagiego księcia grającego ze znajomymi w rozbierany bilard w hotelu w Las Vegas. Fotografie szybko znalazły się w centrum zainteresowania światowych mediów, ale brytyjskie odmówiły publikacji. Clarence House oświadczył, że prywatność księcia została naruszona.
Związek księcia z Meghan Markle, który rozpoczął się w 2016, również był obiektem kontrowersji. Jego amerykańska partnerka miała mieszane pochodzenie etniczne, była innego wyznania, a jej poprzednie małżeństwo zakończyło się rozwodem, ponadto jako aktorka brała udział w scenach erotycznych.
Po wycofaniu się z pełnienia oficjalnych obowiązków na brytyjskim dworze wraz z żoną wielokrotnie publicznie rzucali oskarżenia w kierunku rodziny królewskiej, m.in. w marcu 2021 w wywiadzie udzielonym Oprah Winfrey, w sierpniu 2022 w rozmowie księżnej z The Cut, w grudniu 2022 w serialu dokumentalnym Harry & Meghan i w styczniu 2023 w biograficznej książce Spare. Para spotkała się z zarzutami o niekonsekwencję w zakresie ochrony własnej prywatności. Henryk i Meghan początkowo spotykali się w tajemnicy, następnie chronili informacje związane ze swoim związkiem, dziećmi i życiem rodzinnym (nie ujawniając między innymi miejsca narodzin swojego syna lub jego rodziców chrzestnych) oraz nieustannie podkreślali zbytnie zainteresowanie mediów ich osobami. Tymczasem w produkcjach powstałych po wystąpieniu z rodziny królewskiej ujawnili wiele zdjęć, nagrań i wydarzeń z ich prywatnego życia.

## Odznaczenia
- Knight Commander Królewskiego Order Wiktorii – 2015
- Operational Service Medal for Afghanistan z klamrą – 2008[454]
- Queen Elizabeth II Golden Jubilee Medal – 2002
- Queen Elizabeth II Diamond Jubilee Medal – 2012
- Odznaka pilota Army Air Corps

## Genealogia
| Prapradziadkowie                                  | Król Wielkiej Brytanii Jerzy V Windsor (1865–1936) ∞ 1893 Maria Teck (1867–1953)                               | Claude Bowes-Lyon (1855–1944) ∞ 1881 Cecilia Cavendish-Bentinck (1862–1938)                                    | Król Grecji Jerzy I Glücksburg (1845–1913) ∞1867 Wielka Księżna Olga Konstantinowna Romanowa (1851–1926)       | Ludwik Battenberg (1854–1921) ∞1884 Wiktoria z Hesji-Darmstadt (1863–1950)                                     | Charles Spencer (1857–1922) ∞ 1882 Margaret Baring (1868–1906)                                       | James Hamilton (1869–1953) ∞ 1894 Rosalind Cecilia Bingham (1869–1958)                               | James Roche (1852–1920) ∞ 1880–1891 Frances Work (1857–1947)                                         | William Smith Gill (1865–1957) ∞1898 Ruth Littlejohn (1879–1964)                                     |
| Pradziadkowie                                     | Król Wielkiej Brytanii Jerzy VI Windsor (1895–1952) ∞ 1923 Elżbieta Bowes-Lyon (1900–2002)                     | Król Wielkiej Brytanii Jerzy VI Windsor (1895–1952) ∞ 1923 Elżbieta Bowes-Lyon (1900–2002)                     | Andrzej Glücksburg (1882–1944) ∞1903 Alicja Battenberg (1885–1969)                                             | Andrzej Glücksburg (1882–1944) ∞1903 Alicja Battenberg (1885–1969)                                             | Albert Spencer (1893–1975) ∞ 1919 Cynthia Hamilton (1898–1972)                                       | Albert Spencer (1893–1975) ∞ 1919 Cynthia Hamilton (1898–1972)                                       | Edmund Roche (1885–1955) ∞ 1931 Ruth Gill (1908–1993)                                                | Edmund Roche (1885–1955) ∞ 1931 Ruth Gill (1908–1993)                                                |
| Dziadkowie                                        | Królowa Wielkiej Brytanii Elżbieta II Windsor (1926-2022) ∞1947 Książę Edynburga Filip Mountbatten (1921–2021) | Królowa Wielkiej Brytanii Elżbieta II Windsor (1926-2022) ∞1947 Książę Edynburga Filip Mountbatten (1921–2021) | Królowa Wielkiej Brytanii Elżbieta II Windsor (1926-2022) ∞1947 Książę Edynburga Filip Mountbatten (1921–2021) | Królowa Wielkiej Brytanii Elżbieta II Windsor (1926-2022) ∞1947 Książę Edynburga Filip Mountbatten (1921–2021) | Edward Spencer (1924–1992) ∞ 1954–1969 Frances Ruth Roche (1936–2004)                                | Edward Spencer (1924–1992) ∞ 1954–1969 Frances Ruth Roche (1936–2004)                                | Edward Spencer (1924–1992) ∞ 1954–1969 Frances Ruth Roche (1936–2004)                                | Edward Spencer (1924–1992) ∞ 1954–1969 Frances Ruth Roche (1936–2004)                                |
| Rodzice                                           | Król Wielkiej Brytanii Karol III Mountbatten-Windsor (ur. 1948) ∞1981-1996 Diana Spencer (1961–1997)           | Król Wielkiej Brytanii Karol III Mountbatten-Windsor (ur. 1948) ∞1981-1996 Diana Spencer (1961–1997)           | Król Wielkiej Brytanii Karol III Mountbatten-Windsor (ur. 1948) ∞1981-1996 Diana Spencer (1961–1997)           | Król Wielkiej Brytanii Karol III Mountbatten-Windsor (ur. 1948) ∞1981-1996 Diana Spencer (1961–1997)           | Król Wielkiej Brytanii Karol III Mountbatten-Windsor (ur. 1948) ∞1981-1996 Diana Spencer (1961–1997) | Król Wielkiej Brytanii Karol III Mountbatten-Windsor (ur. 1948) ∞1981-1996 Diana Spencer (1961–1997) | Król Wielkiej Brytanii Karol III Mountbatten-Windsor (ur. 1948) ∞1981-1996 Diana Spencer (1961–1997) | Król Wielkiej Brytanii Karol III Mountbatten-Windsor (ur. 1948) ∞1981-1996 Diana Spencer (1961–1997) |
| Henryk Mountbatten-Windsor (ur. 15 września 1984) | | | | | | | | |

## Książki
- Harry: Ten drugi (ang. Spare), data wydania: 2023

## Tytuły
| Od               | Do           | Tytuł                                         |
| ---------------- | ------------ | --------------------------------------------- |
| 15 września 1984 | 19 maja 2018 | Jego Królewska Wysokość Książę Henryk z Walii |
| 19 maja 2018     | obecnie      | Jego Królewska Wysokość Książę Sussexu        |

Nosi tytuł księcia Zjednoczonego Królestwa Wielkiej Brytanii i Irlandii Północnej (Prince of United Kingdom of Great Britain and Northern Ireland) i jest tytułowany Jego Królewską Wysokością (His Royal Highness). 19 maja 2018 królowa Elżbieta II przyznała mu z okazji ślubu tytuł księcia Sussexu z dodatkowymi tytułami hrabiego Dumbarton i barona Kilkeel. 31 marca 2020 wraz z odejściem z rodziny królewskiej nie utracił predykatu Jego Królewskiej Wysokości, ale przestał go używać. W języku angielskim jego skrócona tytulatura to: His Royal Highness The Duke of Sussex.